# Sands of Iwo Jima
Arenas sangrientas (título original: Sands of Iwo Jima) es una película estadounidense de 1949, dirigida por Allan Dwan, que narra la batalla de Iwo Jima, ocurrida en el océano Pacífico durante la Segunda Guerra Mundial.
En el final de la película aparecen 3 sobrevivientes de la batalla de Iwo Jima que fueron capturados en la fotografía Alzando la bandera en Iwo Jima, estos son Ira Hayes, Rene Gagnon y John Bradley, los otros 3 soldados de la fotografía (Franklin Sousley, Michael Strank  y Harlon Block) fallecieron en Iwo Jima.

## Argumento
La película relata la toma de la isla Iwo Jima en del océano Pacífico por parte de las tropas americanas en 1945 durante la correspondiente batalla en la Segunda Guerra Mundial. 

## Reparto
- John Wayne - Sargento John M. Stryker
- John Agar - Soldado de primer rango Peter Conway
- Adele Mara - Allison Bromley
- Forrest Tucker - Soldado de primer rango Al Thomas
- Wally Cassell - Soldado de primer rango Benny Regazzi
- James Brown - Soldado de primer rango Charlie Bass
- Richard Webb - Soldado de primer rango 'Handsome' Dan Shipley
- Arthur Franz - Capellán Robert Dunne/Narrador
- Julie Bishop - Mary
- James Holden - Soldado de primer rango Soames

## Recepción
La obra cinematográfica tuvo un gran éxito comercial.

## Premios
John Wayne tuvo en esta película su primera nominación al Óscar. También tuvo otras 3 nominaciones.